# Syllepte cometa
Syllepte cometa is een vlinder uit de familie van de grasmotten (Crambidae), uit de onderfamilie van de Spilomelinae. De wetenschappelijke naam van deze soort is voor het eerst voorgesteld als Haliotigris cometa door William Warren in een publicatie uit 1896.

## Verspreiding
De soort komt voor in India (Meghalaya, Arunachal Pradesh) en China (Sichuan).

## Ondersoorten
- Syllepte cometa cometa (Warren, 1896)
- Syllepte cometa tamsi Caradja, 1927 (China)